# Blockbuster (bombe)
Pour les articles homonymes, voir Blockbuster (homonymie).

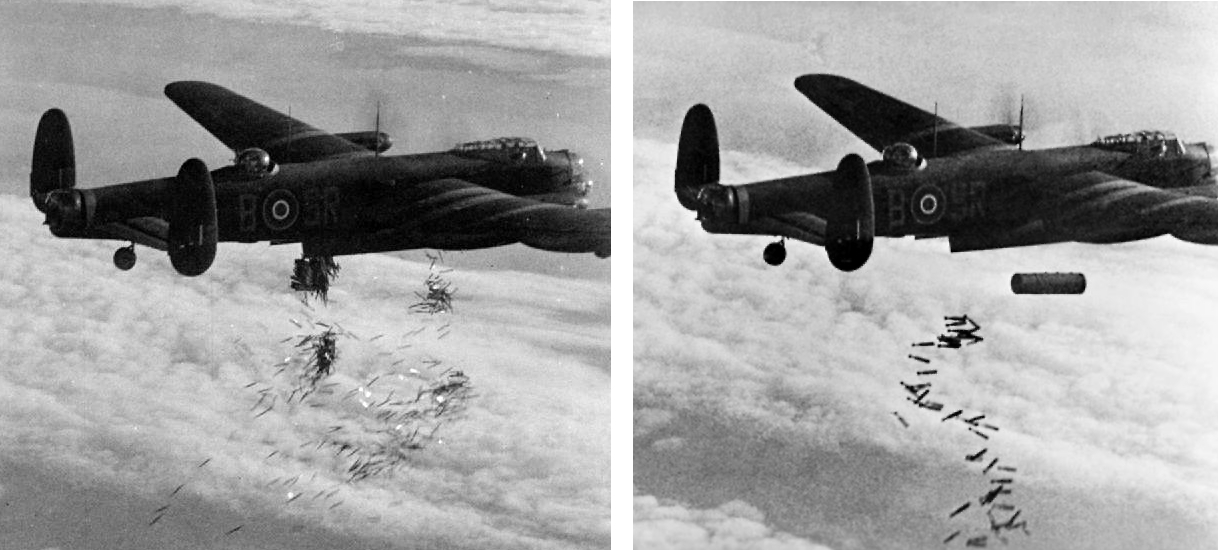
Un Lancaster lance des bombes incendiaires (gauche), des bombes incendiaires et un Blockbuster (droite) sur Duisbourg le 15 octobre 1944

Blockbuster (ou cookie) est le nom donné à plusieurs bombes lourdes employées au cours de la Seconde Guerre mondiale par la Royal Air Force. 
Ce terme, inventé par la presse, fait référence à la capacité explosive de ces bombes, capables d'éventrer un pâté de maisons. 
En 1943, 25 000 bombes de 1 814 kg sont employés ; 38 000 en 1944, en 1 945 environ 25 000 jusqu'à la capitulation de l'Allemagne.

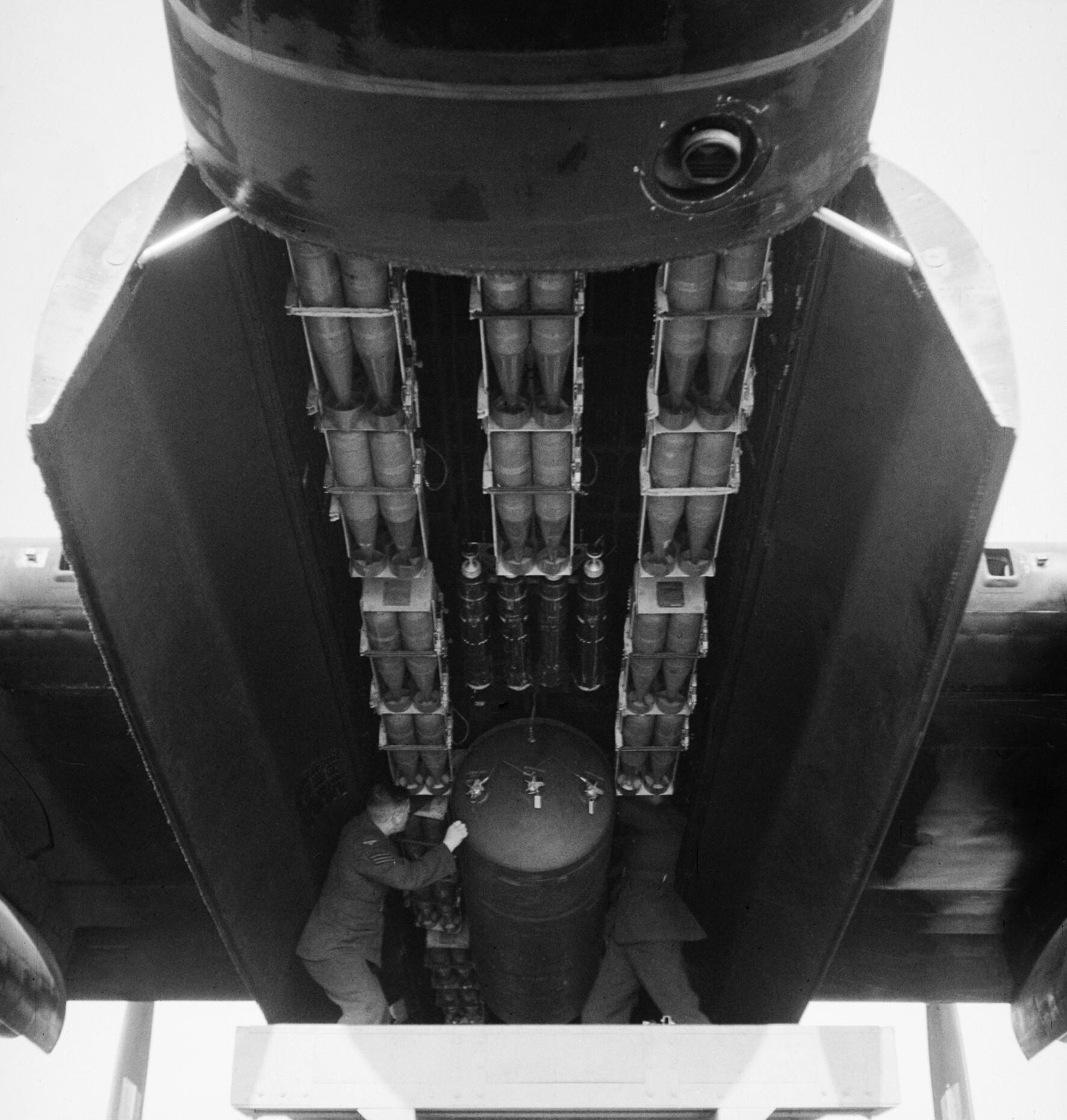
La soute d'un Avro Lancaster montrant le chargement usuel pour un bombardement incendiaire : la plus grosse, l'explosive, « Cookie » (1814 kg) et les petites incendiaires (14 kg), avant un raid sur Brême, en septembre 1942.

Ces bombes n’étaient pas précises  et ne pénétraient pas dans le sol à l'impact. En explosant à la surface elles soufflaient les éléments faibles des bâtiments (mur non-porteur, vitre, toiture)  sur une large zone. Cela avait pour effet d'exposer les charpentes, planchers et mobiliers en bois qui prenaient feu a cause des bombes incendiaires larguées simultanément.
Cette méthode particulièrement meurtrière pour les populations civiles était surtout utilisé par les forces aériennes britanniques qui, faute d'aviation de chasse à long rayon d'action, effectuaient principalement des bombardements de nuit peu précis. Une exception notable est le 617e escadron de la Royal Air Force, qui excellait dans les frappes de précision avec des bombes sismiques tallboy et grand slam particulièrement efficace contre les grandes infrastructures comme les ponts, bunkers et même cuirassés (Tirpitz).